# Ànnera mallorquina

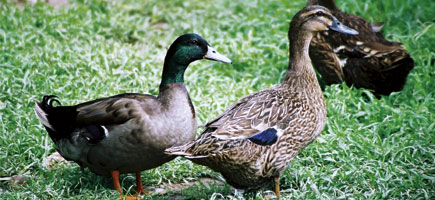

L'ànnera mallorquina és de grandària mitjana, amb un pes aproximat als tres quilos, els mascles, i dos quilos i mig, les femelles. Té un marcat dimorfisme sexual que es manifesta principalment en el plomatge. El seu posat és horitzontal i la forma del cos és quasi el·líptica.

## Orígens
Com passa en altres agrupacions avícoles, l'ànnera mallorquina té un origen poc conegut. L'únic fet constatable és la seva ja prolongada existència a Mallorca, que sembla tenir els fonaments en la domesticació d'aquestes aus dins els darrers 200 anys, procedents de grups d'aus salvatges, modificats per la influència d'altres races domèstiques, que han desenvolupat amb el temps una petita població local.

## Característiques morfològiques
El cap és allargat, de grandària proporcionada al cós i amb la part superior corvada de forma suau, que enllaça perfectament el bec amb el coll. El bec és llarg i de color blavós, amb freqüents desviacions cap a verdós groguenc, i les comissures netes i ben definides. Els ulls són de color marró obscur, rodons i proporcionats al cap.
El coll és gruixat i curt, i el pit és ample i ben dotat de massa muscular. Les ales són relativament curtes, situades parcialment sobre l'esquena i sempre ben aferrades al cos. La cua és curta, poblada i situada en un angle de 45° sobre l'horitzontal. Les cuixes són de mida mitjana i les cames curtes, de color taronja.
Com ja s'ha mencionat, la coloració del plomatge manifesta un marcat dimorfisme sexual, ja que el mascle té el cap i la part superior del coll d'un color bronze verdós fosc, mentre que l'esquena i el pit són de color gris marró i el ventre més clar. Les ales tenen una franja d'un color marró més fosc, amb alguns reflexos metàl·lics. Les plomes de la coa són de color marró negre, acompanyat sempre d'un grup de plomes blanques, i un grup més reduït de plomes negres. La femella és tota de color roig clar, amb un favat homogeni i ben marcat, que s'intensifica sobre l'esquena i les ales, on presenta una franja més fosca i més mat que en els mascles. El cap presenta també unes franges més obscures que van des del bec fins al darrere de l'ull. Com passa a moltes races d'origen similar, hi ha una variant de coloració més clara, que es manifesta de forma més ostensible a les femelles.

## Usos i aprofitament
L'ànnera mallorquina és un animal típicament casolà, poc especialitzat a escala productiva, que s'explota generalment en petits nuclis i es manté majoritàriament per a consum propi, ja que la carn de les ànneres, són aus de creixement lent, és molt apreciada pels entesos.
El període de posta de les femelles és curt, generalment per primavera i principi d'estiu, en tandes de 8-12 ous, que són de color verdós clar i d'uns 75-80 grams de pes. En general, les femelles són bones mares i coven bé. La duració de la incubació és de 27-28 dies.
El cens en puresa és molt reduït, ja que com s'ha mencionat, es tracta d'una producció casolana, si no de col·leccionista, i a causa dels encreuaments continuats de forma indiscriminada que es produeixen a les finques, podria acabar desapareixent.
És una raça que necessita amb caràcter urgent l'adopció d'un estàndard oficial, l'establiment d'un nucli en puresa de referència i l'aplicació d'uns criteris de selecció tant pel que afecta la seva morfologia com per a millorar-ne la capacitat productiva.